# Mysateles gundlachi
Mysateles gundlachi és una espècie de mamífer rosegador de la família de les huties. És endèmica de l'illa de la Juventud (Cuba), on té una distribució de menys de 480 km². Se sap molt poca cosa sobre el seu hàbitat i la seva història natural. Està amenaçada per la caça i la desforestació.